# 4. аутотранспортни батаљон
4. аутотранспортни батаљон Сарајевско-романијског корпуса је био једна од јединица Сарајевско-романијског корпуса Војске Републике Српске.

## Историјат
Четврти ауто-транспортни батаљон СРК формиран је крајем мјесеца маја 1992. године, одмах по добијању наредбе о формирању СРК. Људство за попуну овог батаљона било је мањим дијелом од професионалних војника и грађана који су били родом са простора БиХ, а који су остали након дислокације јединица ЈНА са простора БиХ на простор СР Југославије, и значајном већином од мобилисаног људства са простора Сарајевско-романијске регије. Батаљон је материјално попуњен највећим дијелом од остатка транспортних средстава 4. ауто-транспортног батаљона 4. корпуса ЈНА, а мањим дијелом од мобилисаних средстава са простора Сарајевско-романијске регије. Батаљон је већим дијелом размјештен у Лукавици, у касарни "Слободан Принцип Сељо" а мањим дијелом (једна ауто-транспортна чета) у касарни "Коран" у Палама. Мали број људства и средстава налазио се на овим локацијама, јер јединица је била скоро непрекидно ангажована на превозу људства и терета. Ратни команданти овог батаљона били су: капетан прве класе Јосип Валентић и мајор Миро Милинковић. У току Одбрамбено-отаџбинског рата батаљон није имао губитака.